# 강상원 (배우)
강상원(1988년 8월 12일 ~ )은 대한민국의 배우이다.

## 출연작

### 드라마
- 《돌풍》 (2024년, Netflix) - 이만길 역
- 《그날의 커피》 (2018년, 웹드라마) - 소개팅남 역
- 《제3의 매력》 (2018년, JTBC) - 고민준 역
- 《시크릿 마더》 (2018년, SBS) - 이치열 역
- 《리치맨》 (2018년, 드라맥스) - 고경찬 역
- 《작은 신의 아이들》 (2018년, OCN) - 약혼남 역
- 《마녀의 법정》 (2017년, KBS2) - 김상균 역
- 《죽어야 사는 남자》 (2017년, MBC) - 문수혁 역
- 《아름다운 나의 신부》 (2015년, OCN) - 한진호 역

### 영화
- 《염력》 (2018년) - 무전 특공대원 역

### 예능
- 《REBOUND》 (2016년, XTM)
- 《악녀일기 시즌 2》 (2008년, OLIVE)

### 뮤직비디오
- 샤이니 - 누난 너무 예뻐